# قمر بنی‌هاشم (مجموعه تلویزیونی)
محمد: میراث نهایی (به انگلیسی: Muhammad: The Final Legacy)  یا قمر بنی‌هاشم سریال به زندگینامه محمد (پیامبر اسلام) به کارگردانی «محمد شیخ نجیب» در ۳۰ قسمت می‌پردازد. فیلمنامه توسط محمود عبدالکریم نوشته شده و همه قسمتهای آن در سوریه فیلم برداری شده‌است. در این مجموعه ۲۲۰ بازیگر از کشورهای عربی مثل سوریه، لبنان، اردن، سودان و فلسطین شرکت دارند.

## بازیگران
- رشید عساف در نقش حمزة بن عبدالمطلب
- باسم یاخور در نقش عبدالمطلب
- أسعد فضة در نقش أمیة بن خلف
- نجاح سفکونی در نقش ابوسفیان بن حرب
- تیسیر إدریس در نقش ابو جهل
- زهیر رمضان در نقش ابولهب

عبد الحکیم قطیفان - علی کریم - جهاد عبده - خالد القیش - محمد حداقی - محمود نصر - أمجد الحسین - مروان أبو شاهین - فاروق الجمعات - واصف الحلبی - نسرین الحکیم - رنی شمیس - مازن عباس - بسام داود - نضیر لکود - محمد الأحمد - جمال النصار - نبیل حلوانی - جهاد عبید - أحمد صلان - یحیی بیازی - زهیر درویش - منذر فارس - محمد رافع - نصر شما - غسان سلمان - عدنان عبدالجلیل - کفاح الخوص - جلال الطویل - علی صطوف - عماد عطوانی - محمد زرزور - هلال خوری - حسن إسرب - شادی مقرش - نبیل نعمة - حازم حداد - فراس الفقیر - عروة العربی - فرزدق دیوب - مجد فضة - رائد مشرف - علاء قاسم - یوسف المقبل - زکی کوردیللو - کامل نجمة - کمیل أبو صعب - سامر شقیر.
از سودان
- مکی سنادة در نقش النجاشی
- محمد عبد الرحیم قرنی در نقش ابرهه
- یاسر عبد اللطیف در نقش بلال حبشی

از لبنان
- عمار شلق در نقش جعفر بن ابی طالب
- جهاد الأندری در نقش عمار بن یاسر
- ألان الزغبی در نقش ابوذر غفاری

از اردن
عاکف نجم در نقش ابوطالب
عبد الکریم القواسمی در نقش الولید بن المغیرة
محمد العبادی در نقش حکیم بن حزام
بازیگران مهمان
- محمود سعید در نقش یاسر بن عامر
- جینی أسبر در نقش أسماء بنت أبی بکر
- أمانی الحکیم در نقش هالة الزهراویة
- صالح الحایک در نقش الراوی

با همکاری:
سحر فوزی - ریاض نحاس - فیلدا سمور - نسیمة ظاهر - ریم علی - نظلی رواس - عتاب نعیم - سوسن أبو الخیر - وسیم غانم - مازن لطفی - أکرم التلاوی - نهاد عاصی - فاضل وفائی - زینة ظروف - نذیر دقاق - نور الدین داغستانی - فاطمة أبو عقل - عبد السلام غبور - أمیل حنا - هیثم عساف - علاء الحایک - دحام السطام - ریبال صابونی - محمود صوان.